# Élysée-verdrag

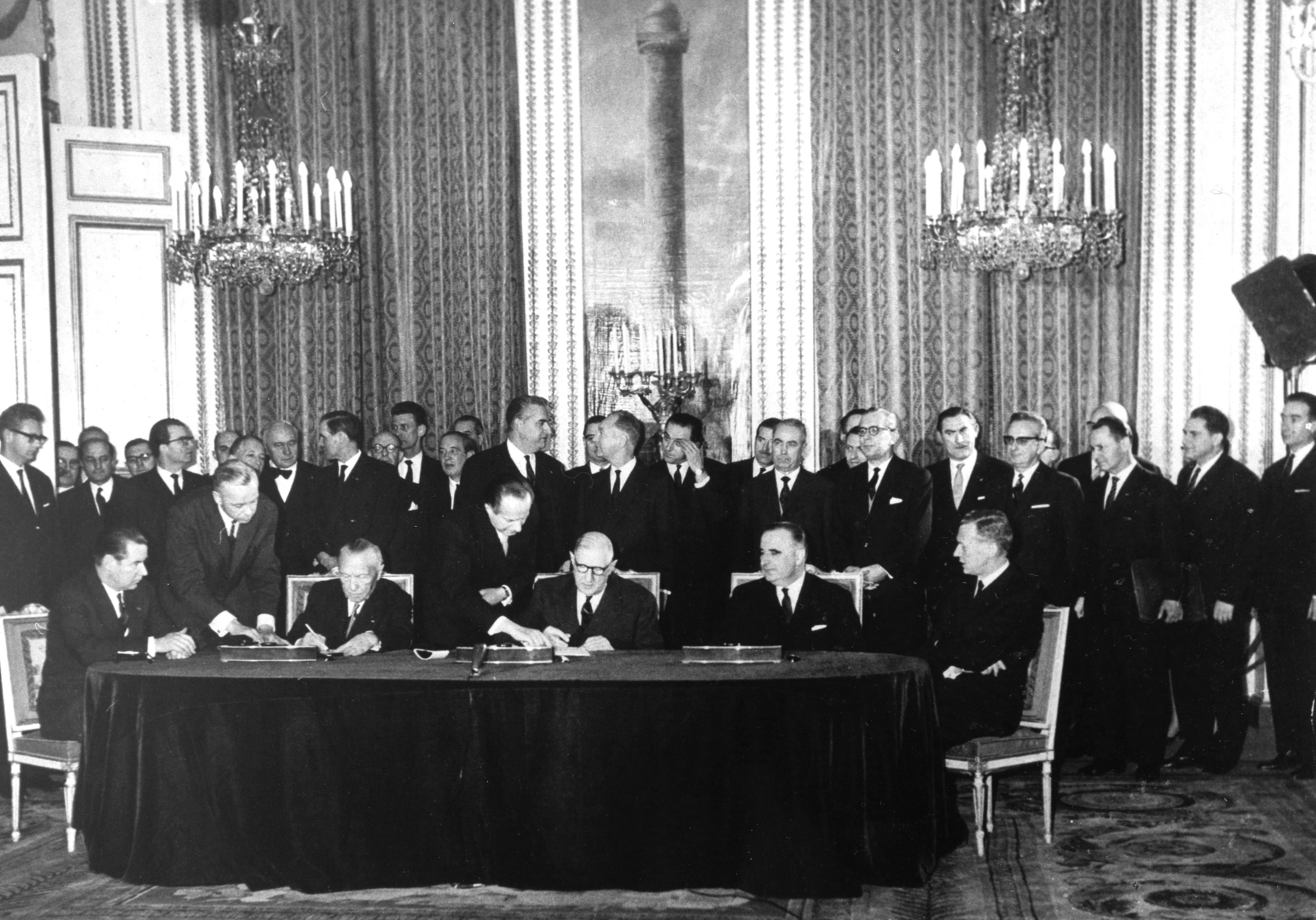
Ondertekening van het Élysée-verdrag

Het Élysée-verdrag, ook gekend als het verdrag van de vriendschap, was een verdrag dat op 22 januari 1963 door de Duitse bondskanselier Konrad Adenauer en de Franse president Charles de Gaulle werd ondertekend in het Élysée-paleis in Parijs om de vriendschap tussen Frankrijk en Duitsland te bezegelen.
Het Frans-Duitse vriendschapsverdrag stond en staat symbool voor de naoorlogse verzoening tussen Duitsland en Frankrijk, en was een belangrijke bouwsteen voor verdergaande Europese samenwerking.
Adenauer en De Gaulle wilden een intensivering van de bilaterale betrekkingen en spraken af dat de Duitse en Franse regeringen voortaan regelmatig overleg met elkaar zouden gaan voeren inzake onder meer veiligheidsvraagstukken en buitenlands beleid.
In omloop is ook een herdenkingsmunt van 2 euro om dit verdrag te herdenken.

## Verdrag van Aken (2019)
Tot op vandaag kon de Frans-Duitse samenwerking teruggekoppeld worden aan dit verdrag.
Op 22 januari 2019 ondertekenden de Franse president Emmanuel Macron en de Duitse kanselier Angela Merkel in Aken het “Verdrag voor samenwerking en integratie” (Frans traité de coopération et d'intégration franco-allemand, ook wel het Verdrag van Aken 2019 (traité d’Aix-la-Chapelle) genoemd), waarmee het Elysée-verdrag werd geactualiseerd en uitgebreid.